# Neebing
Neebing är en kommun (municipality) i Kanada.   Den ligger i provinsen Ontario, i den sydöstra delen av landet, 1 100 km väster om huvudstaden Ottawa. Neebing ligger 234 meter över havet och antalet invånare är 1 986.